# Ebru Tüfenk
Ebru Tüfenk (* 1975 in Reutlingen) ist eine deutsche Karateka. Die mehrmalige Deutsche Meisterin und dreifache ESKA-Europameisterin ist seit 2006 Integrationsbotschafterin  des Deutschen Olympischen Sportbundes (DOSB). 
Tüfenk ist die Tochter aus Istanbul stammender Eltern. Das Mitglied der deutschen Nationalmannschaft kämpfte vor der Annahme der deutschen Staatsangehörigkeit in der türkischen Nationalmannschaft. Zusammen mit ihrem Ehemann betreibt sie, die neben Deutschen und Europameisterschaften auch zahlreiche weitere internationale Turniere gewann, heute eine internationale Karateschule und setzt sich für Integrationsprojekte ein.